# Посрбе
Посрбе облик драме, специфична врста превода драмских књижевности европских народа, на српски језик.
По Петру Марјановићу: У посрбама се место радње и друштвена средина страних драмских дела преноси у наше вароши и села и српске породице, ликови добијају српска имена, песме и игре замењују се српским, а драматуршки захвати чине се да би се у драмско дело унеле слике начина живота, мишљења и изражавања карактеристичне за српски народ.
Та апартна репертоарска појава није само карактеристична за наше прилике; него се јавља и у другим државама а под термином локализација.
Прва позната "посрба" објављена је крајем 18. века. Реч је о сеоској веселој игри у једном чину ("једнодејствију") "Благородни син". Дело немачког писца и естетичара Јохана Јакоба Енгела, посрбио је Емануило Јанковић, и објавио у Лајпцигу 1789. године. Велики број "посрба" написао је "отац српског позоришта" Јоаким Вујић. Међу познате ауторе овог жанра спадају још: Јован Ристић Бечкеречанин, Коста Трифковић, Коста Руварац, Радивој Стратимировић, Стеван Дескашев, Јован Андрејевић Јолес и други.